# برگ فوندرن

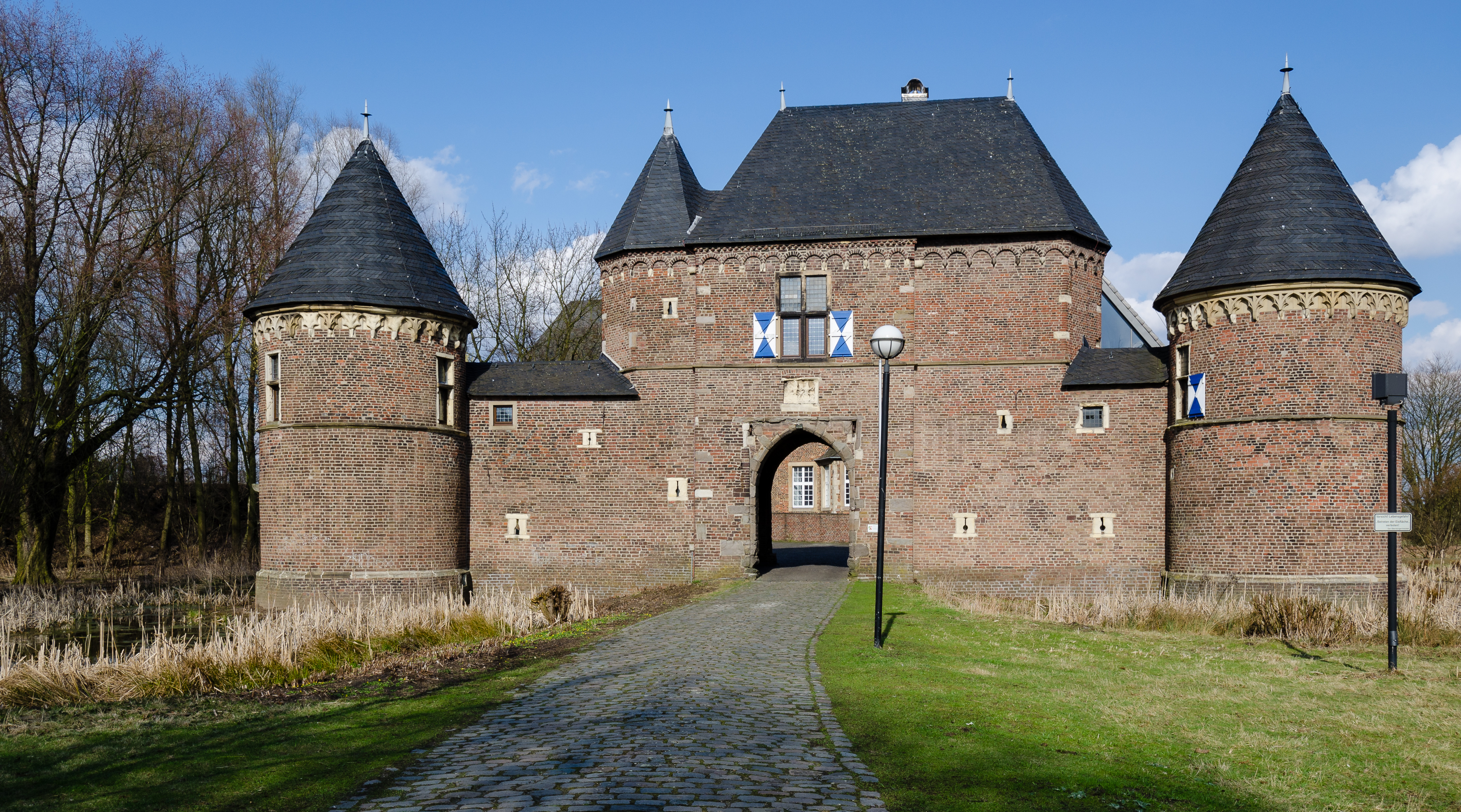
نمای غربی دژ

برگ فوندرن قلعه‌ای است در اوبرهاوزن، ایالت نوردراین-وستفالن واقع در غرب آلمان. این قلعه دارای باروهای گرد می‌باشد.اعتقاد بر این است که قدمت آن به قرن پانزدهم باز می گردد، با این حال تاریخ دقیق تاسیس آن هنوز مشخص نیست.  در زمان جنگ برای دفاع از شهر استفاده می شد و امروزه به یکی از مشهورترین بناهای تاریخی شهر تبدیل شده است، زیرا گردشگران برای دیدن سبک معماری شگفت انگیز آن از آن دیدن می کنند. برگ فوندرن ساختمانی است که به صورت یک دروازه است که در کناره‌های آن دو برج بزرگ مدور قرار دارد. ساختمان پشتی در جنوب آن متعلق به سده 15 میلادی می‌باشد. بازدید عموم از این برج آزاد است. در داخل این قلعه یک بار برای بازدید کنندگان وجود دارد. سبک بنای این ساختمان معماری گوتیک است.